# Filmografia di Dustin Hoffman

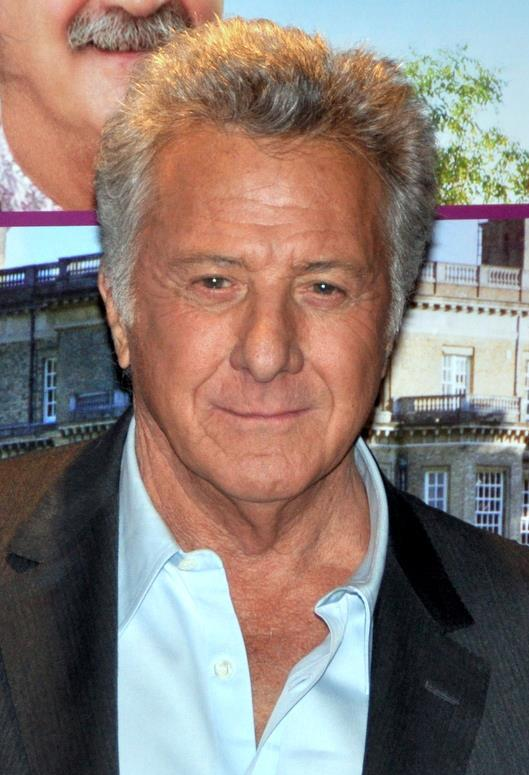
Dustin Hoffman a Parigi per la prima di Quartet (2012) da lui diretto

Dustin Lee Hoffman (1937) è un attore e produttore cinematografico statunitense.

## Attore

### Cinema
- The Tiger Makes Out, regia di Arthur Hiller (1967)
- Il laureato (The Graduate), regia di Mike Nichols (1967)
- Un dollaro per 7 vigliacchi (Madigan's Millions), regia di Giorgio Gentili (1968)
- Un uomo da marciapiede (Midnight Cowboy), regia di John Schlesinger (1969)
- John e Mary (John and Mary), regia di Peter Yates (1969)
- Il piccolo grande uomo (Little Big Man), regia di Arthur Penn (1970)
- Chi è Harry Kellerman e perché parla male di me? (Who Is Harry Kellerman and Why Is He Saying Those Terrible Things About Me?), regia di Ulu Grosbard (1971)
- Cane di paglia (Straw Dogs), regia di Sam Peckinpah (1971)
- Alfredo Alfredo, regia di Pietro Germi (1972)
- Papillon, regia di Franklin Schaffner (1973)
- Lenny, regia di Bob Fosse (1974)
- Tutti gli uomini del presidente (All the President's Men), regia di Alan J. Pakula (1976)
- Il maratoneta (Marathon Man), regia di John Schlesinger (1976)
- Vigilato speciale (Straight Time), regia di Ulu Grosbard (1978)
- Il segreto di Agatha Christie (Agatha), regia di Michael Apted (1979)
- Kramer contro Kramer (Kramer vs. Kramer), regia di Robert Benton (1979)
- Tootsie, regia di Sydney Pollack (1982)
- Ishtar, regia di Elaine May (1987)
- Rain Man - L'uomo della pioggia (Rain Man), regia di Barry Levinson (1988)
- Sono affari di famiglia (Family Business), regia di Sidney Lumet (1989)
- Dick Tracy, regia di Warren Beatty (1990)
- Billy Bathgate - A scuola di gangster (Billy Bathgate), regia di Robert Benton (1991)
- Hook - Capitan Uncino (Hook), regia di Steven Spielberg (1991)
- Eroe per caso (Hero), regia di Stephen Frears (1992)
- Virus letale (Outbreak), regia di Wolfgang Petersen (1995)
- Sleepers, regia di Barry Levinson (1996)
- American Buffalo, regia di Michael Corrente (1996)
- Mad City - Assalto alla notizia (Mad City), regia di Costa-Gavras (1997)
- Sesso & potere (Wag the Dog), regia di Barry Levinson (1997)
- Sfera (Sphere), regia di Barry Levinson (1998)
- Giovanna D'Arco (The Messenger: The Story of Joan of Arc), regia di Luc Besson (1999)
- Moonlight Mile - Voglia di ricominciare (Moonlight Mile), regia di Brad Silberling (2002)
- Confidence - La truffa perfetta (Confidence), regia di James Foley (2003)
- La giuria (Runaway Jury), regia di Gary Fleder (2003)
- Neverland - Un sogno per la vita (Finding Neverland), regia di Marc Forster (2004)
- I Heart Huckabees - Le strane coincidenze della vita (I Heart Huckabees), regia di David O. Russell (2004)
- Mi presenti i tuoi? (Meet the Fockers), regia di Jay Roach (2004)
- Lemony Snicket - Una serie di sfortunati eventi (Lemony Snicket's A Series of Unfortunate Events), regia di Brad Silberling (2004)
- The Lost City, regia di Andy García (2005)
- Profumo - Storia di un assassino (Perfume: The Story of a Murderer), regia di Tom Tykwer (2006)
- L'amore non va in vacanza (The Holiday), regia di Nancy Meyers (2006) - cameo
- Vero come la finzione (Stranger than Fiction), regia di Marc Forster (2006)
- Mr. Magorium e la bottega delle meraviglie (Mr. Magorium's Wonder Emporium), regia di Zach Helm (2007)
- Oggi è già domani (Last Chance Harvey), regia di Joel Hopkins (2008)
- La versione di Barney (Barney's Version), regia di Richard J. Lewis (2010)
- Vi presento i nostri (Little Fockers), regia di Paul Weitz (2010)
- Chef - La ricetta perfetta (Chef), regia di Jon Favreau (2014)
- L'ottava nota - Boychoir (Boychoir), regia di François Girard (2014)
- Mr Cobbler e la bottega magica (The Cobbler), regia di Thomas McCarthy (2014)
- The Program, regia di Stephen Frears (2015)
- The Meyerowitz Stories, regia di Noah Baumbach (2017)
- L'uomo del labirinto, regia di Donato Carrisi (2019)
- Una seconda occasione (As They Made Us), regia di Mayim Bialik (2022)
- Sam & Kate, regia di Darren Le Gallo (2022)
- Megalopolis, regia di Francis Ford Coppola (2024)
- Tower Stories, regia di Peter Greenaway (2025)

### Televisione
- La città in controluce (Naked City) – serie TV, 2 episodi (1961-1963)
- La parola alla difesa (The Defenders) – serie TV, 2 episodi (1962-1965)
- The Nurses – serie TV, episodio 3x29 (1965)
- The Journey of the Fifth Horse, regia di Larry Arrick e Earl Dawson – film TV (1966)
- The Star Wagon, regia di Karl Genus – film TV (1966)
- A Christmas Masque – film TV (1966)
- Hallmark Hall of Fame – serie TV, 1 episodio (1966)
- ABC Stage 67 – serie TV, episodio 1x15 (1967)
- Premiere – serie TV, 1 episodio (1968)
- Terrore in sala (Terror in the Aisles), regia di Andrew J. Kuehn – documentario (1984)
- Morte di un commesso viaggiatore (Death of a Salesman), regia di Volker Schlöndorff – film TV (1985)
- The Earth Day Special – TV Special (1990)
- Curb Your Enthusiasm – serie TV, episodio 5x10 (2005)
- Luck – serie TV, 10 episodi (2011-2012)
- Roald Dahl's Esio Trot – film TV (2015)
- I Medici (Medici: Masters of Florence) – serie TV, 5 episodi (2016)

### Cortometraggi
- Sunday Father, regia di Paul Leaf (1969)

### Doppiatore
- La storia di Oblio nel paese degli uomini con la testa a punta (The Point!), regia di Fred Wolf – film TV (1971)
- I Simpson (The Simpson) – serie TV, 1 episodio (1991)
- A Wish for Wings That Work TV Short – cortometraggio (1991)
- Tuesday, regia di Geoff Dunbar – cortometraggio (2001)
- Liberty's Kids: Est. 1776 – serie TV, 1 episodio (2003)
- Striscia, una zebra alla riscossa (Racing Stripes), regia di Frederik Du Chau (2005)
- Kung Fu Panda, regia di Mark Osborne e John Stevenson (2008)
- Belonging, regia di Audrey Brohy e Gerard Ungerman – cortometraggio (2008)
- I segreti dei cinque cicloni (Kung Fu Panda: Secrets of the Furious Five), regia di Raman Hui – cortometraggio (2008)
- Le avventure del topino Despereaux (The Tale of Despereaux), regia di Sam Fell e Robert Stevenhagen (2008)
- La festività di Kung Fu Panda (Kung Fu Panda Holiday), regia di Tim Johnson – cortometraggio (2010)
- Kung Fu Panda 2, regia di Jennifer Yuh (2011)
- Kung Fu Panda - I segreti dei maestri (Kung Fu Panda: Secrets of the Masters), regia di Tony Leondis – cortometraggio (2011)
- Kung Fu Panda - I segreti della pergamena (Kung Fu Panda: Secrets of the Scroll), regia di Rodolphe Guenoden – cortometraggio (2015)
- Kung Fu Panda 3, regia di Jennifer Yuh (2016)
- Kung Fu Panda 4, regia di Mike Mitchell e Stephanie Stine (2024)

### Produttore
- Vigilato speciale (Straight Time), regia di Ulu Grosbard (1978) – non accreditato
- Tarzan - Il mistero della città perduta (Tarzan and the Lost City), regia di Carl Schenkel (1998)
- The Furies (1999)
- A Walk on the Moon - Complice la luna (A Walk on the Moon), regia di Tony Goldwyn (1999)
- The Devil's Arithmetic, regia di Donna Deitch – film TV (1999)
- Luck – serie TV, 10 episodi (2011-2012)

### Regista
- Vigilato speciale (Straight Time) (1978) – non accreditato
- Quartet (2012)

## Teatro

### Attore
- A Chook for Mr. General di Steven Gethers, regia di Fiedler Cook. Playhouse Theatre di Broadway (1961)
- Three Men on a Horse di John Cecil Holm e George Abbott. McCarter Theatre di Princeton (1964)
- La signora amava le rose di Frank D. Gilroy, regia di Ulu Grosbard. Royal Theatre ed Henry Miller's Theatre di Broadway (1964)
- Jimmy Shine di Murray Schisgal, regia di Donal Driver. Brooks Atkinson Theatre di Broadway (1969)
- Morte di un commesso viaggiatore di Arthur Miller, regia di Michael Rudman. Broadhurst Theatre di Broadway (1984)
- Il mercante di Venezia di William Shakespeare, regia di sir Peter Hall. 46th Steet Theatre di Broadway e Phoenix Theatre di Londra (1989)

### Regista
- All Over Town di Murray Schisgal. Booth Theatre di Broadway (1974)